# Zenón, Concordio y Teodoro
Zenón y sus hijos Concordio y Teodoro fueron mártires cristianos que, según la tradición, sufrieron el martirio juntos en Nicomedia de Bitinia, actual Turquía en el 362 aproximadamente. Son venerados como santos y su memoria litúrgica se celebra el 2 de septiembre.

## Hagiografía y culto
La fecha del martirio de Zenón y sus dos hijos Concordio y Teodoro no se conoce con certeza, sin embargo, según algunas fuentes, habrían vivido en el siglo IV y habrían sido víctimas de una de las persecuciones de Flavio Claudio Juliano, en Nicomedia.
Según el antiguo Martirologio Romano el 2 de septiembre estos santos son conmemorados con esta cita: "En Nicomedia, los santos mártires Zenón, Concordio y Teodoro, sus hijos".
El nuevo Martirologio Romano recuerda actualmente solo a Zenón. 

En Nicomedia, de Bitinia (hoy Turquía), san Zenón, mártir (s. III).
 Martirologio Romano